# IC 4403
IC 4403 — галактика типу SBab () у сузір'ї Волопас.
Цей об'єкт міститься в оригінальній редакції індексного каталогу.